# Coirpre mac Néill
Coirpre mac Néill   (segle V (<485) - 493 ↔ segle VI), també Cairbre o Cairpre, fou fill de Niall dels Nou Ostatges. Coirpre fou possiblement el dirigent de les conquestes que establiren els Uí Néill a les terres planes d'Irlanda. El registre dels Annals irlandesos suggereix que els èxits de Coirpre s'atribuïren a Muirchertach Macc Ercae. Coirpre és descrit com a enemic de Patrici en l'obra del bisbe Tírechán i es diu que els seus descendents foren maleïts per Patrici de manera que cap en seria Gran rei d'Irlanda. Coirpre és exclòs de llistes posteriors de Reis Suprems, però sí que n'apareix en les antigues.

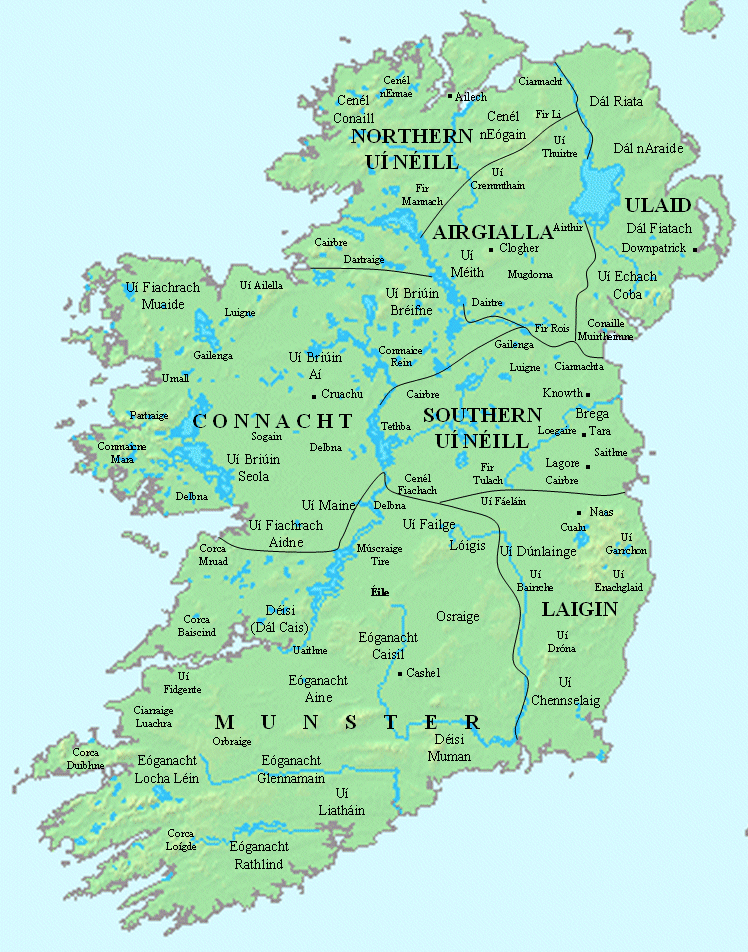
Regnes i pobles primerencs d'Irlanda

Els descendents de Coirpre, els Cenél Coirpri, governaren tres regnes petits —Cairbre Drom Cliabh al nord del Comtat de Sligo, una àrea de l'actual Comtat de Longford i a la capçalera del riu Boyne— que podrien ser restes d'un regne molt major que s'estenia uns 160 km entre la badia de Donegal i el Boyne.

## Fills de Conn, nets de Niall
Els Uí Néill —els descendents de Niall dels Nou Ostatges— van dominar la meitat del nord d'Irlanda al segle VII, i potser abans. Els nombrosos regnes de Uí Néill, els seus aliats, clients i súbdits, comprenien la majoria de la província d'Ulster, tot Connacht, i una gran part de Leinster. Les genealogies mostren l'origen dels Uí Néill, mentre aliats i clients deien descendir de germans o parents de Niall. Junt amb la dinastia dominant al sud, els Eóganachta de Munster, tot eren membres dels Connachta, descendents de Conn de les Cent Batalles. Així i tot, ja que Uí Néill significa 'nets de Niall', els Uí Néill no poden haver existit abans de l'època dels nets de Niall, a mitjan segle VI.
Els genealogistes medievals van atribuir a Niall molts fills, alguns molt dubtosos. Maine, avantpassat dels Cenél Maini, se sol considerar afegit posteriorment. Amb les dates indicades per a Lóegaire Mac Néill, "gran emperador pagà dels irlandesos" i adversari de Patrici en les cròniques de Muirchiu i Tírechán del segle VII, és poc probable que fos fill de Niall. Diarmait Mac Cerbaill, avantpassat dels Síl nÁedo Sláine i Clann Cholmáin, les branques principals dels Uí Néill del sud, apareix en les genealogies com net del fill de Niall Conall Cremthainne, però és dubtós. Quant a Coirpre, se l'esmenta com a fill de Niall en una de les fonts més primerenques, la Vida de sant Patrici de Tírechán.

## Conquestes
Les tradicions irlandeses medievals afirmen que les terres dels Uí Néill foren conquerides per Niall dels Nou Ostatges i els seus fills, junt amb els seus aliats. Coirpre pogué haver dirigit alguns de les primers atacs registrats a les terres planes. Els annals mostren que algunes victòries, de Coirpre i altres, o de persones desconegudes, foren més tard atribuïdes a Macc Ercae, o a Muirchertach mac Muiredaig, que podria ser la mateixa persona.
Del nord-oest al sud-est, hi hagué dos regnes nomenats per Coirpre mac Néill: el Cenél Coirpi Dromma Clíab, del nord de Sligo a la badia de Donegal, i Cenél Coirpri Mór, la meitat nord de Tethbae al voltant de Granard al Comtat de Longford. Aquesta orientació dels territoris suggereix que el regne de Coirpre i els seus satèl·lits s'estenien al llarg de més de 160 km per Irlanda. Un tercer Cenél Coirpri, l'àrea al voltant de Carbury i la capçalera del riu Boyne al nord-oest de Kildare, és posterior.
Al 485, s'acredita a Coirpre una victòria a Grainert, potser el modern Granard, on es construí després l'església principal de Cenél Coirpri Mór de Tethbae. L'annal indica que la batalla fou guanyada per "Mac Ercae com alguns diuen" i que Fincath mac Garrchu de Dál Messin Corb, potser rei de Leinster, va morir allí. Una segona batalla a Grainert és recordada en l'any 495, repetida al 497, i ací es diu que Fincath fill Fráech matà al fill de Coirpre, Eochu.
El 494, i després al 496, els annals registren una victòria per a Coirpre sobre Leinster a Tailtiu, un important lloc d'assemblea en èpoques posteriors, Óenach Tailten. S'informa de dues victòries posteriors: una el 497 a Slemain de Mide, segurament prop de Mullingar, Comtat de Westmeath, i una altra al 499, a Cend Ailbe, potser en algun indret del Comtat de Carlow.
Els Cenél Coirpre s'associen amb Tailtiu i amb Granard en les escriptures més primerenques, però no hi ha res en els annals que explique la vinculació amb Carbury. No podem confiar plenament en els annals primerencs, el nucli del seu relat: la guerra entre Coirpre i els seus fills i Fincath i els seus fills, així com l'associació amb Tailtiu i Granard, tot i que poden ser fets certs. Byrne, així i tot, planteja una nota de precaució: "és cert, així i tot, que els noms de Coirpre, Fiachu, Maine i Lóegaire s'utilitzaren en segles posteriors simplement per indicar els regnes o dinasties descendents d'aquells fills de Niall, igual que trobem els noms de Benjamí, Dan o Judà en la Bíblia...".

## Reescrivint història
Alguns escrits posteriors de dubtosa fiabilitat afirmen que Coirpre era fill de Rígnach ingen Meadaib. El seu fill Eochu apareix en els annals, però no en altres col·leccions genealògiques més extenses. Un altre fill, Cormac, apareix com a pare de Túathal Máelgarb, Cormac Cáech, malgrat que el relat de Tírechán sobre la maledicció de Patrick pot indicar que és una afegit posterior. Un tercer fill, Cal, és una addició espúria tardana.
A banda de Coirpre i el seu net putatiu Túathal Máelgarb, cap rei de Cenél Coirpri s'inclou en llistes posteriors de Grans reis d'Irlanda. S'esmenten reis de Cenél Coirpri en els Annals d'Ulster i altres annals irlandesos sovint, però normalment sols per informar-ne de les morts.
En temps històrics anteriors, Cenél Coirpri pot haver tingut prou d'importància per atraure l'atenció d'escriptors hostils. Tírechán escriu que Coirpre fou maleït pel sant, a Tailtiu, de manera que cap dels seus descendents seria gran rei. L'omissió òbvia, una explicació per al govern de Túathal Máelgarb, s'esmenà més tard. En Baile Chuind, Túathal no apareix amb el seu nom, sinó com el kenning Óengarb. Túathal Máelgarb és pobrament retratat pels escriptors posteriors que escriuen sobre Diarmait mac Cerbaill. Els descendents de Diarmait, Clann Cholmáin i Síl nÁedo Sláine, degueren reemplaçar les estirps de Coirpre i Fiachu com a famílies dominants. El mateix Coirpre, exclòs de llistes sintètiques més tardanes de reis de Tara o Grans reis d'Irlanda, està inclòs en el primerenc Baile Chuind, entre Lóegaire i Lugaide.